# 5 de Febrero
5 de Febrero är en ort i Mexiko.   Den ligger i kommunen Tezontepec de Aldama och delstaten Hidalgo, i den sydöstra delen av landet, 80 km norr om huvudstaden Mexico City. 5 de Febrero ligger 2 060 meter över havet och antalet invånare är 261.
Terrängen runt 5 de Febrero är huvudsakligen platt, men österut är den kuperad. Runt 5 de Febrero är det tätbefolkat, med 683 invånare per kvadratkilometer. Närmaste större samhälle är Tula de Allende, 14,4 km sydväst om 5 de Febrero. Omgivningarna runt 5 de Febrero är en mosaik av jordbruksmark och naturlig växtlighet.